# Evoluzione dei cetacei
Secondo le più recenti teorie sull'evoluzione dei cetacei, questi animali si sono evoluti da progenitori terrestri e successivamente si sono adattati alla vita acquatica. Le loro origini terrestri sono indicate dal fatto che essi respirano aria dalla superficie dell'acqua; dal fatto che le ossa delle loro pinne pettorali sono omologhe a quelle dei mammiferi terrestri; infine,che i movimenti della loro spina dorsale sono verticali e caratteristici di un animale adattato alla corsa sulla terra, più che ai movimenti orizzontali dei pesci.
La questione su come questi animali si siano evoluti per la vita completamente acquatica è stata senza risposta per molto tempo, a causa della mancanza di reperti fossili. Ad ogni modo, scoperte relativamente recenti effettuate in Pakistan hanno contribuito a risolvere molti misteri ed è adesso possibile conoscere diversi stadi nella transizione dalla vita terrestre a quella acquatica di questi animali.

## I primi antenati
La teoria tradizionale dell'evoluzione dei cetacei era che questi animali fossero correlati con i Mesonychidae, un ordine estinto di ungulati carnivori, simili a lupi e affini agli artiodattili. Questi animali possedevano degli insoliti denti triangolari, simili a quelli delle balene fossili. Per questo motivo, i ricercatori hanno per lungo tempo creduto che i cetacei si fossero evoluti da un mesonichide.
Dai primi anni novanta analisi molecolari su un grande numero di proteine e sequenze di DNA, ha messo in dubbio questa teoria, asserendo che i cetacei fossero più strettamente imparentati con gli artiodattili, molto probabilmente con gli ippopotamidi. Questo ha portato molti scienziati alla proposta dell'istituzione del taxon Cetartiodactyla, che racchiude al suo interno sia gli artiodattili sia i Cetacei.
La scoperta del Pakicetus, la prima protobalena, supporta i dati molecolari. Lo scheletro del pakicetus dimostra che i cetacei non derivano direttamente dai mesonichidi. Invece, essi sono una forma di artiodattili che tornarono in acqua dopo che questi si separarono dai mesonichidi. In altre parole, le protobalene erano artiodattili primitivi che mantennero degli aspetti dei loro antenati mesonichidi, come i denti triangolari, che invece i moderni artiodattili hanno perso. Un'interessante conseguenza di ciò è che i primi antenati dei moderni artiodattili erano probabilmente almeno parzialmente carnivori, mentre oggi tutti gli artiodattili sono erbivori. I Cetacei, a causa della maggiore disponibilità di prede animali rispetto ai vegetali in acqua, mantennero la dieta carnivora dei mesonichidi.

## Pakicetidi, i primi cetacei

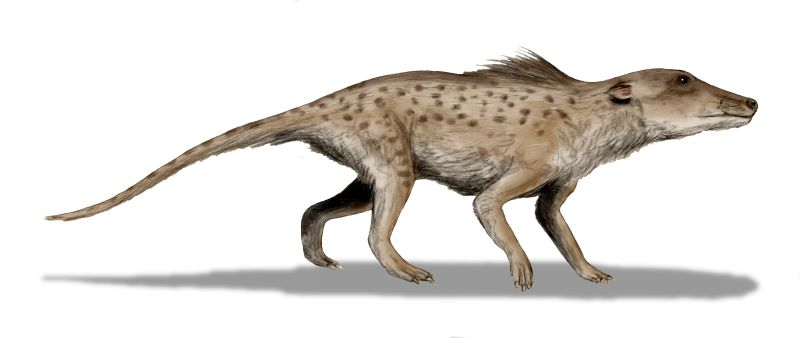
Ricostruzione di Pakicetus, il primo cetaceo

I pakicetidi erano ungulati classificati come i primi cetacei. Vissero nell'Eocene, circa 53 milioni di anni fa. Erano simili a cani con zampe dotate di zoccoli e lunghe e spesse code. Sono state collegate ai cetacei per le orecchie: la struttura della bolla timpanica è costituita solo dall'osso ectotimpanico che circonda il timpano. La forma della regione auricolare del pakicetus è altamente insolita e ricorda solo quella del teschio delle balene, in cui questo carattere è diagnostico. Inizialmente si era pensato che le orecchie dei pakicetidi fossero adattate per riuscire ad udire sott'acqua, ma questi animali invece erano in grado di sentire solo sulla terraferma. La capacità di sentire sott'acqua posseduta dai Cetacei si deve quindi essere evoluta successivamente. Secondo il Dr. Thewissen, i denti del pakicetus ricordano quelli delle balene fossili, essendo simili ai denti di uno squalo, con una forma triangolare.

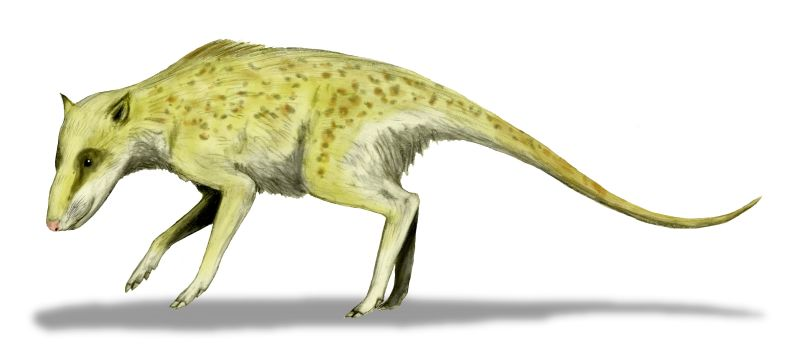
Ricostruzione di Indohyus

Thewissen ha poi ritrovato la stessa struttura dell'orecchio posseduta dal pakicetus, nei fossili di un piccolo animale simile ad un daino, l'Indohyus, che visse circa 48 milioni di anni fa in Kashmir. Delle dimensioni di un gatto domestico, questo erbivoro condivideva alcune delle caratteristiche dei Cetacei e mostrava segni di adattamento alla vita acquatica, come la presenza di uno spesso e pesante rivestimento attorno alle ossa simile a quello posseduto dalle ossa di alcune creature moderne, come gli ippopotami.

## Ambulocetidi e remingtonocetidi

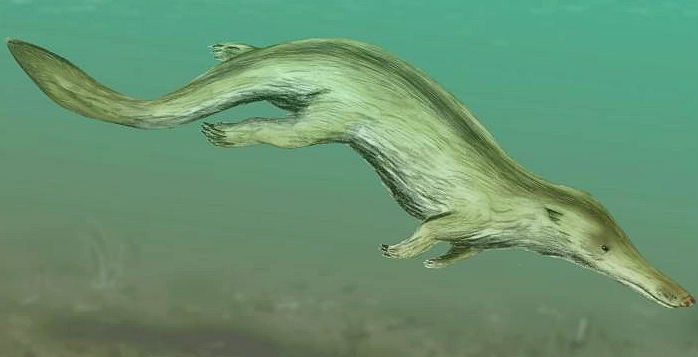
Ricostruzione di Kutchicetus

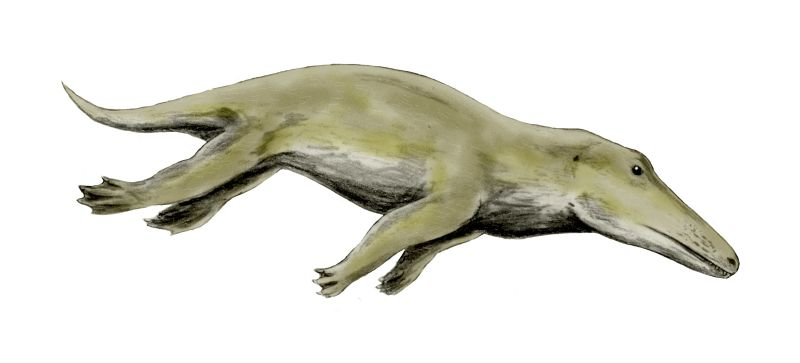
Ricostruzione di Ambulocetus

Le più rimarchevoli delle recenti scoperte in Pakistan riguardano l'Ambulocetus, che somigliava a un coccodrillo mammifero lungo circa 3 metri.
Questo animale era chiaramente anfibio, come dimostrano le sue zampe posteriori più adatte al nuoto che ai movimenti terrestri. In ogni caso, è probabile che questo animale nuotasse muovendo la coda verticalmente, come fanno tutti i mammiferi acquatici moderni. È stato ipotizzato che gli ambuloceti cacciassero come i coccodrilli, aspettando la preda nascosti sotto l'acqua.
Un cugino più piccolo dell'ambuloceto fu il remingtoceto, che era meglio adattato per la vita acquatica e che probabilmente cacciava come le odierne lontre marine.

## Protocetidi

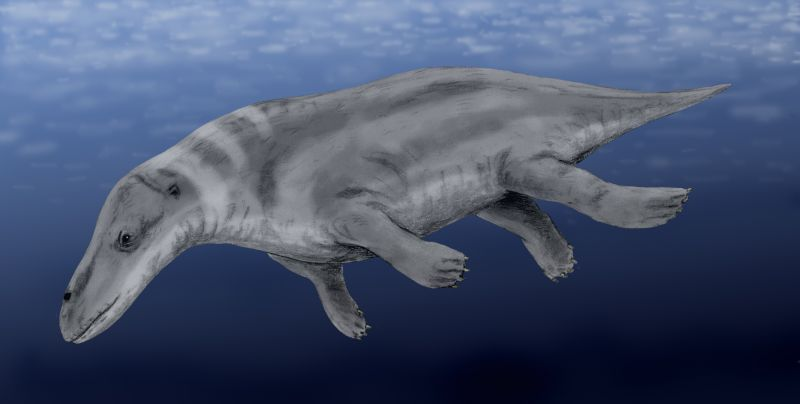
Ricostruzione di Rhodocetus

I Protocetidae formano una diversa ed eterogenea famiglia che viveva in Asia, Europa, Africa e nord America. Vi appartenevano diversi generi e alcuni di essi, come Rodhocetus, sono molto ben conosciuti. Avevano grandi arti anteriori e posteriori che potevano supportare il peso del corpo sulla terraferma ed è probabile che fossero anfibi. Non è chiaro ancora se possedessero una pinna caudale simile a quella degli odierni Cetacei.

## Basilosauridi e durontidi, cetacei completamente marini

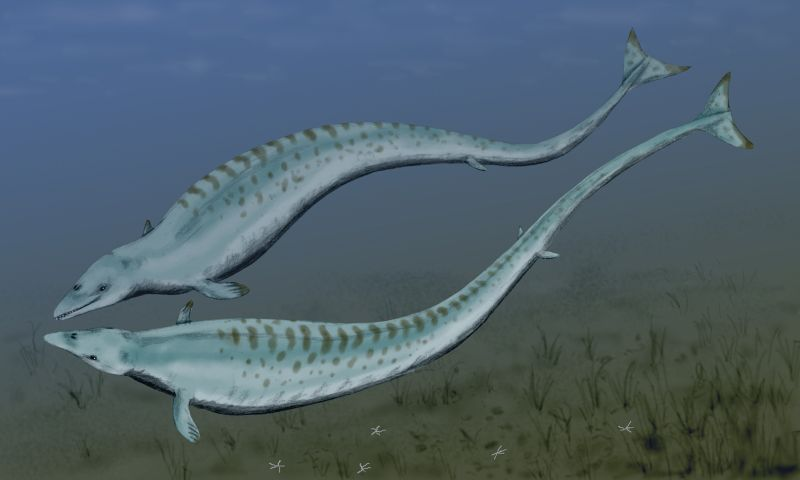
Ricostruzione di Basilosaurus

Basilosaurus, scoperto nel 1847 e scambiato per un rettile, e Dorudon vissero circa 38 milioni di anni fa, avevano una forma del tutto simile a quella di una balena e vivevano interamente negli oceani. Il Basilosaurus era lungo fino a 18 m, mentre il durodonte aveva dimensioni paragonabili a quelle di un moderno delfino, circa 5 m. 

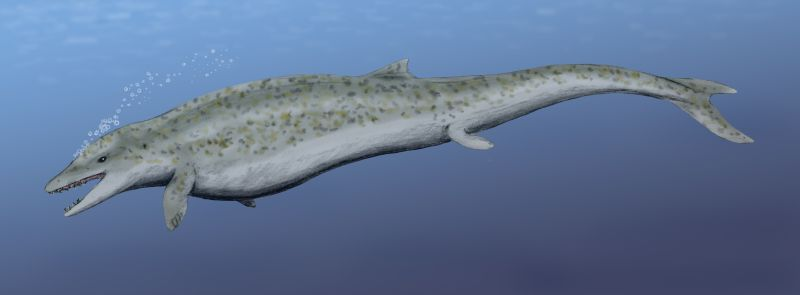
Ricostruzione di Dorudon

Sebbene fossero molto simili ai moderni cetacei, questi animali erano privi del melone, che permette ai cetacei moderni, soprattutto agli Odontoceti, di usare l'ecolocalizzazione. Possedevano due minuscoli arti posteriori usati probabilmente durante l'accoppiamento, anche se non è escluso che fossero solo vestigiali.

## Comparsa dell'ecolocalizzazione

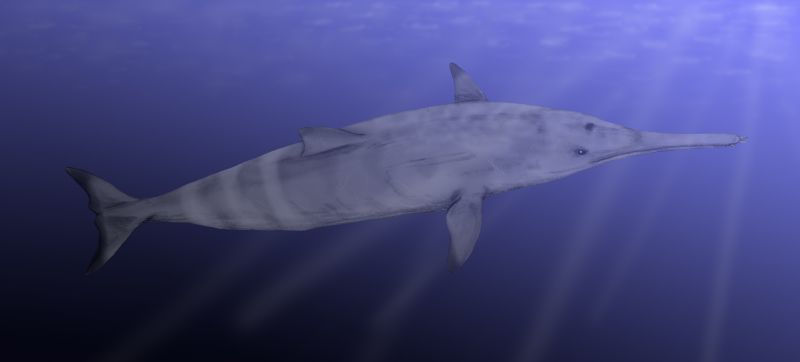
Ricostruzione di Squalodon

Il cranio di Squalodon mostra delle evidenze per la prima comparsa dell'ecolocalizzazione. Questi animali vissero dall'Oligocene al Miocene, circa 33-14 milioni di anni fa. Il cranio era ben compresso e il rostro telescopico, dando a questi animali le sembianze dei moderni odontoceti. Ad ogni modo, si pensa sia improbabile che questi animali avessero a che fare con gli antenati dei moderni delfini.

## Primi Misticeti

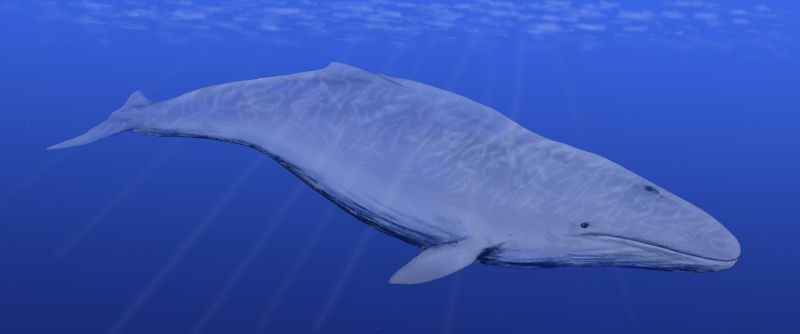
Ricostruzione di Cetotherium

È opinione degli esperti che la culla dei Misticeti sia stato il Sud Pacifico occidentale, dove i fecondi depositi di zooplancton negli strati oligocenici e la presenza di fossili delle prime forme progenitrici suggeriscono una possibile evoluzione del fanone e un adattamento a un'alimentazione imperniata sull'uso di un filtro. Di qui si sarebbe poi avuta un'irradiazione nel Pacifico e nell'Indo-Pacifico lungo linee di elevata produttività nel tardo Cenozoico, anche se si ha motivo di pensare che l'originaria area di distribuzione delle balenottere fosse incentrata nelle acque calde e temperate del Nord Atlantico.
Le prime balene comparvero nell'Oligocene inferiore o forse nell'Eocene superiore (tra 39 e 29 milioni di anni fa). Il più antico cetaceo accostato ai misticeti è Llanocetus, i cui resti fossili sono stati ritrovati in Antartide in strati dell'Eocene superiore. Le prime balene possedevano denti veri e propri, eredità dei loro antenati, al contrario dei fanoni presenti nelle specie odierne. La specie oligocenica Aetiocetus cotylalveus è considerata un importante passaggio intermedio tra le balene dotate di denti e le balene dotate di fanoni. Questa specie venne scoperta nel 1964 in Oregon. Nei primi anni '90 in Australia vennero recuperati i fossili di Janjucetus hunderi, poi descritti nel 2006; questo animale possedeva denti acuminati e si suppone che cacciasse pesci e calamari, così come prede più grandi (forse squali o altri cetacei). Questi fossili indicano che le antiche balene erano predatori, e solo dopo milioni di anni si evolsero in specie prive di denti acuminati simili a quelle che oggi conosciamo.
Uno studio più recente (Deméré et al., 2008) ha identificato fori palatali (impronte di vasi sanguigni nelle ossa, che collegano i fanoni alle mascelle) nel palato di un misticeto dentato, Aetiocetus weltoni. Gli scienziati ritengono che questa antica balena possedesse sia fanoni che denti, ed è un esempio di ruolo adattativo intermedio tra i misticeti primitivi (e dentati) e i più evoluti misticeti senza denti. Un altro animale dotato di denti e fanoni è Mammalodon del Miocene.
Le prime balene dotate esclusivamente di fanoni apparvero nell'Oligocene superiore (come Eomysticetus e Micromysticetus). Probabilmente queste balene non potevano ancora utilizzare l'ecolocazione, poiché in nessun fossile di questi animali è stata rinvenuta alcuna prova, conservata nei crani e nella regione dell'orecchio, che mostri gli adattamenti associati all'ecolocazione (presenti invece nelle forme attuali).
Tra l'Oligocene e il Miocene i misticeti andarono incontro a una notevole radiazione evolutiva e si separarono in due rami principali: da una parte un clade comprendente le balenottere (Balaenopteridae), dal corpo più slanciato, e dall'altra un gruppo in cui sono presenti anche le vere balene (Balaenidae), dalla testa enorme e rigonfia. Nel corso del Pliocene le balene continuarono ad accrescere le loro specializzazioni. Tra i generi più importanti di questo periodo evolutivo si segnalano le balenottere primitive Archaebalaenoptera ed Eobalaenoptera, la "minuscola" balena Balaenella, il primitivo Titanocetus rinvenuto a San Marino e l'antica balena grigia Eschrichtioides.
La famiglia dei cetoteriidi (Cetotheriidae), in passato ritenuta ancestrale a tutti i misticeti, è attualmente considerata più vicina alle balenottere che non alle vere e proprie balene.

## Primi Odontoceti

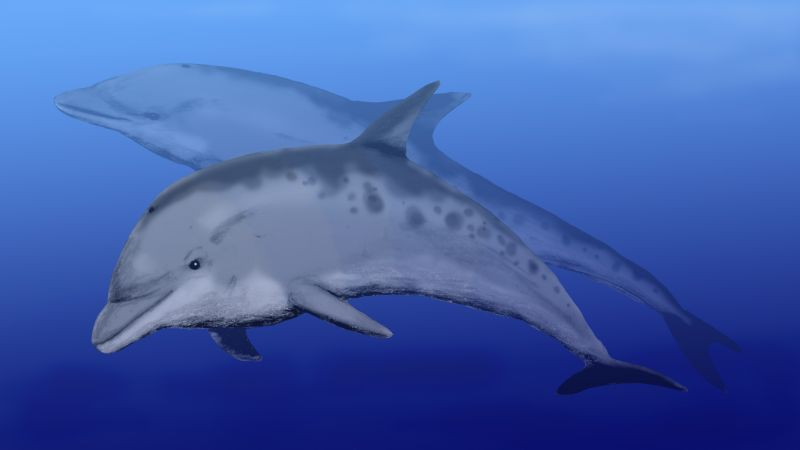
Ricostruzione di Kentriodon

Durante il Miocene, l'ecolocalizzazione si è sviluppata nella sua forma attuale, e in questo periodo comparvero diverse famiglie di animali simili a delfini.
I primi Odontoceti includono Kentriodon e Hadrodelphis. Questi possedevano crani simmetrici e probabilmente sono gli antenati delle specie moderne di odontoceti. Vissero dal tardo Oligocene al tardo Miocene. Si nutrivano di piccoli pesci ed altri organismi nectonici. Si pensa usassero l'ecolocalizzazione e che vivessero in branchi.

## Evoluzione dello scheletro
Oggi gli arti posteriori dei cetacei sono scomparsi e rimangono solo delle ossa vestigiali nascoste all'interno del corpo. Esse sono usate come ancora per i muscoli dei genitali.
Mentre i primi cetacei come il Pakicetus possedevano le aperture nasali all'estremità del muso, nelle specie successive, come il Rodhocetus, le aperture sono "scivolate" sulla sommità del capo.
Le narici dei cetacei moderni si sono modificate in sfiatatoi. Le orecchie cominciarono ad approfondirsi sempre più, e nel basilosauro, l'orecchio medio cominciò a ricevere le vibrazioni dalla mandibola. I moderni Odontoceti usano il melone per la produzione dei suoni usati per l'ecolocalizzazione.